# Montenero Sabino
Montenero Sabino är en ort och kommun i provinsen Rieti i regionen Lazio i Italien. Kommunen hade 287 invånare (2018).